# Mražený jogurt
Mražený jogurt (často v anglické podobě Frozen yogurt) je mléčný chlazený dezert vyrobený z jogurtu a někdy i dalších přídavných surovin. Může nabývat různých podob: od dezertu připomínající zmrzlinu po nízkotučný jogurt.
Mražený jogurt lze vyrobit doma s pomocí jogurtu a ovoce (případně sirupu, medu, ...), u profesionálních provozů se většinou využívá mléčná sušina a výrobník zmrzliny.